# Mil Mi-2
Mil Mi-2 (NATO oznaka Hoplite) je majhen večnamenski helikopter s turbinskim pogonom. Mi-2 je eden izmed najbolj množično proizvajanih  helikopterjev - izdelali so 5497 enot. Vse helikopterje so izdelovali na Poljskem pri tovarni WSK "PZL-Świdnik". Možna je tudi jurišna verzija s 57 mm raketami in 23 mm topom.
Prvi serijsko izdelovani helikopter v Sovjetski zvezi je bil Mil Mi-1 z batnim motorjem. Prvič je poletel septembra 1948. Kmalu je postalo jasno, da je za boljše sposobnosti potreben turbinski motor. S. P. Isotov je za ta namen razvil turbogredni GTD-350. Dvogredni motor na Mi-2 je razvil 40% več moči kot zvezdasti batni na Mi-1. Trup Mi-2 so precej predelali od predhodnika, motorje so namestili na vrhu trupa. Od zunaj je sicer še vedno podoben Mi-1.
Po začetnem razvoju v biroju Mil so projekt premaknili na Poljsko leta 1964. PZL-Świdnik je skupno proizvedel 5497 helikopterjev, tretino za vojsko. PZL je tudi razvil krake rotorja iz steklenih vlaken in bolj široko verzijo Mi-2M z desetimi potniki. Helikopter se uporablja tudi za medicinske prevoze in škropljenje polj s pesticidi.

## Tehnične specifikacije(Mi-2T)
- Posadka: 1
- Kapaciteta: 8 potnikov ali 700 kg tovora v notranjosti ali 800 kg zunaj
- Dolžina: 11,40 m (37 ft 4¾ in)
- Premer rotorja: 14,50 m (47 ft 6⅞ in)
- Višina: 3,75 m (12 ft 3½ in)
- Površina rotorja: 165,13 m² (1 777,44 ft²)
- Prazna teža: 2 372 kg (5 218 lb)
- Naložena teža: 3 550 kg (7 826 lb)
- Maks. vzletna teža: 3 700 kg (8 157 lb)

- Maks. hitrost: 200 km/h (108 vozlov, 124 mph)
- Dolet: 440 km (237 nmi, 273 mi)
- Višina leta (servisna): 4 000 m (13 125 ft)
- Hitrost vzpenjanja: 4,5 m/s (885 ft/min)
- Obremenitev rotorja: 22,41 kg/m² (4,59 lb/ft²)